# Caiophora stenocarpa
Caiophora stenocarpa är en brännreveväxtart som beskrevs av Ignatz Urban och Gilg. Caiophora stenocarpa ingår i släktet Caiophora och familjen brännreveväxter. Inga underarter finns listade i Catalogue of Life.